# Жовенель Моїз
Жовенель Моїз (гаїт. креол. Jovenel Moïse; 26 червня 1968, Тру-дю-Нор — 7 липня 2021, Петьон-Вілль) — гаїтянський бізнесмен та політик. Президент Гаїті з 7 лютого 2017 до 7 липня 2021 року від Гаїтянської партії Тет Кале. 7 липня 2021 був застрелений під час нападу невідомих на його резиденцію.

## Життєпис
Народився у місті Тру-дю-Нор в Північно-Східному департаменті. Його батько, Етьєн Моїз, був фермером та торговцем, а мати Люсія Бруно — швачкою. 1974 року сім'я переїхала в Порт-о-Пренс, де він здобув освіту.
1996 року одружився з Мартін Марі Етьєн Жозеф, подругою зі шкільних часів, з якою мав трьох дітей. Того ж року він залишив столицю й оселився в Пор-де-Пе, де заснував свою першу компанію «JOMAR Auto Parts».
Жовенель Моїз був власником 10 гектарів плантації бананів, призначених на експорт. Також займався еко-енергетикою і еко-туризмом.

### Вбивство
Жовенеля Моїза було вбито 7 липня 2021 під час озброєного нападу на його приватну резиденцію, це сталося о 1:00 ночі за місцевим часом. Під час нападу було поранено його дружину Мартіну Марі Етьєн Жозеф, яку було госпіталізувано в тяжкому стані. Згодом Мартіну вивезли до США на лікування.
Моїза було поховано 24 липня, церемонія поховання супроводжувалася народними заворушеннями, відбулися сутички протестувальників із поліціянтами, було чути постріли, поліціянти застосували сльозогінний газ.